# Менеузтамакский сельсовет
Менеузтамакский сельсовет — муниципальное образование в Миякинском районе Башкортостана.
Административный центр — село Менеузтамак.

## История
Согласно Закону о границах, статусе и административных центрах муниципальных образований в Республике Башкортостан имеет статус сельского поселения.

## Население
| 2002  | 2009  | 2010  | 2012  | 2013  | 2014  | 2015  |
| ----- | ----- | ----- | ----- | ----- | ----- | ----- |
| 1349  | ↘1316 | ↘1165 | ↘1152 | ↘1124 | ↘1102 | ↘1063 |
| 2016  | 2017  | 2018  |       |       |       |       |
| ↘1038 | ↘1020 | ↘996  |       |       |       |       |

## Состав сельского поселения
| № | Населённый пункт | Тип населённого пункта       | Население |
| - | ---------------- | ---------------------------- | --------- |
| 1 | Менеузтамак      | село, административный центр | ↘878      |
| 2 | Чураево          | деревня                      | ↘130      |
| 3 | Ихтисад          | деревня                      | ↗102      |
| 4 | Новомихайловка   | деревня                      | ↗55       |